# Trieces tobiasi
Trieces tobiasi là một loài tò vò trong họ Ichneumonidae.